# ЖВ-52
ЖВ-52 (рос. ЖВ-52) — печера в Архангельській області, на Біломорсько-Кулойському плато європейської півночі Росії. Карстова печера горизонтального типу простягання. Загальна протяжність — 164 м. Глибина печери становить 7 м. Категорія складності проходження ходів печери — 1.